# Мюре, Лисе
Лисе Мюре (норв. Lise Myhre; род. 1 ноября 1975) — норвежская создательница комиксов «Nemi», занявших второе место в популярности среди норвежских комиксов. Жена норвежского музыканта Симена Хэстнэса (ICS Vortex). У них есть сын Сторм, родившийся в 2007 г.

## Биография
После краткого обучения в Калифорнии, она начала зарабатывать на жизнь иллюстрацией. Кроме создания «Неми», Лисе иллюстрировала стихи Эдгара Аллана По и норвежского поэта Андре Бйерке.

## Комикс «Неми»
Главная героиня комикса «Nemi» Монтоя была названа в честь озера Неми и Иниго Монтоя (персонажа любимого фильма Лисе Мюре). Комикс впервые был опубликован в 1997 году в журнале «Larsons Gale Verden» под названием «Черная сторона/Черная страница» (Den svarte siden). Изначально это был мрачноватый комикс о субкультуре готов, а Неми была всего лишь одной из героев. Позже она стала главным персонажем, комикс был назван по её имени и стал более жизнерадостным (однако нередко затрагивает серьёзные проблемы). Первые комиксы были чёрно-белыми, позже они стали цветными, но сама Неми всегда полностью или почти полностью изображается чёрно-белой.
Комиксы о Неми выходят в 60 различных газетах, журналах и веб-сайтах в Норвегии, Швеции, Финляндии, Ирландии, Англии и Шотландии. Крупнейшими из них являются «Метро» (Metro), «Дагенс Нюхетер», «Ilta-Sanomat» и «Dagbladet». В Норвегии, Швеции и Финляндии выходит ежемесячный журнал «Неми (Nemi)», где кроме самой Неми и других известных комиксов («Ленор (Lenore)» от Roman Dirge, «LibertyMeadows» от Frank Cho, «WayLay» от Carol Lay, EC Comics classics и «Sinfest» от Tatsuya Ishida) представлены работы начинающих норвежских художников. К одному из выпусков журнала написала предисловие американская певица Тори Эймос.
Русскоязычной аудитории Неми долгое время была известна только по любительским переводам, сделанным участниками соответствующего сообщества в Живом Журнале. Летом 2010 года вышла первая книга комиксов на русском языке «Звёздная пыль и ложь». Также Неми стала появляться в журнале «Сумерки».